# Гранадський університет
Гранадський університет (ісп. Universidad de Granada, скор. UGR) — державний університет в Гранаді, Іспанія. Заснований за папським указом Климента VII 1531 року на базі медресе, що існувало з 1349 року. Університет спочатку мав три факультети: теології, мистецтва та церковного права. Зараз університет налічує понад 80 тис. студентів і 3641 викладачів. Один з найбільших та найпрестижніших вишів країни. Навчання ведеться на 17 факультетах. Крім Гранади університет має кампуси в Сеуті та Мелільї.

## Факультети
Університет має такі факультети:
- Мистецтва
- Бібліотечної справи та документознавства
- Природничих наук
- Спорту
- Педагогіки
- Наук про працю
- Економіки
- Політології та соціології
- Права
- Педагогіки та гуманітарних наук (в Сеуті)
- Педагогіки та гуманітарних наук (в Мелільї)
- Фармацевтики
- Філософії та літератури
- Медицини
- Стоматології
- Психології
- Перекладознавства